# Forum voor Democratie
Forum voor Democratie (fortkortes: FvD) (dansk: Forum for Demokrati) er et hollandsk konservativt og højrepopulistisk politisk parti.

## Historie

### Grundlæggelse og de første valg
FvD blev oprindeligt dannet som en tænktetank i 2016 af Thierry Baudet og Henk Otten, med hovedmål at støtte en nej stemme til Hollands folkeafstemning om EU's samarbejdsaftale med Ukraine, men også generelt bare modstand til EU.
I september 2017 blev tænktetanken lavet om til et parti for at stille op til parlamentsvalget i Holland 2017. FvD vandt her 2 pladser i underhuset.
Ved senatvalget i 2019 vandt FvD 12 pladser i overhuset, og var dermed landets delt største parti i overhuset.

### Kontrovers og splittelse
I juli 2019 blev medstifter Henk Otten smidt ud af partiet, efter at være blevet beskyldt af Baudet for at havde taget fra partikassen under hans arbejde som partiets kasserer. Otten dannede herefter det selvopkaldte parti Groep Otten.
FvD ramte kontrovers i november 2020, da flere medlemmer af partiets ungdomsorganisation havde lavet flere racistiske og antisemitiske kommentarer i en privat WhatsApp gruppe, og at partiformand Baudet blev beskyldt for at have støtte antisemitiske konspirationsteorier, hvilke Baudet afviste. Dette resulterede i at Baudet måtte træde tilbage som partiformand for FvD. Han vendte dog tilbage som formand i december 2020.
I samme december forlod to tidligere kandidater for FvD partiet og dannede JA21, med at FvD ikke havde været gode til at udelukke dem med højreekstreme synspunkter som grunden. 8 ud af FvDs 12 medlemmer af overhuset og alle partiets 3 europaparlamentarikere skiftede senere til JA21.
Ved parlamentsvalget i 2021 foksurede FvD deres valgkampagne på at gå imod nedlukningerne pga. Coronaviruspandemien. FvD gik frem og vandt 8 mandater ved valget.
I maj 2021 forlod 3 af FvDs medlemmer af underhuset partiet i respons til at FvD havde lavet en plakat, som sammenlignede coronavirusnedlukningerne med den tyske besættelse af Holland under anden verdenskrig. De 3 medlemmer dannede i juli 2021 et nyt parti ved navn Belang van Nederland.
Partiet genvandt dog repræsentation i Europa-Parlamentet i januar 2022, da Marcel de Graaff fra Partij voor de Vrijheid skiftede til FvD over hans modstand til coronavirusvaccination.
I marts 2022 forlod to af deres medlemmer af overhuset for at i stedet at side som løsgængere.

## Positioner
FvD beskrives som et nationalkonservativt, euroskeptisk og økonomisk liberalt parti.
FvD ønsker at Holland skal forlade EU, og at indvandring til Holland skal begrænses. Partiet er økonomisk liberalt, og ønske generelt laver skatter og afgifter. Samt ønsker partiet også en form for direkte demokrati indført.

## Valgresultater

### Parlamentsvalg
| Valg | Partiformand   | Stemmer | %    | Pladser |
| ---- | -------------- | ------- | ---- | ------- |
| 2017 | Thierry Baudet | 187.162 | 1,8% | 2 / 150 |
| 2021 | Thierry Baudet | 521.102 | 5%   | 8 / 150 |

| Valg | Stemmer | %      | Pladser |
| ---- | ------- | ------ | ------- |
| 2019 | 27.473  | 15,87% | 12 / 75 |

### Europa-Parlamentsvalg
| Valg | Stemmer | %     | Pladser |
| ---- | ------- | ----- | ------- |
| 2019 | 602.507 | 10,94 | 3 / 26  |
| 2019 | 602.507 | 10,94 | 3 / 29  |